# Bombus perplexus
Bombus perplexus (saknar svenskt namn) är en insekt i överfamiljen bin (Apoidea) och släktet humlor (Bombus) som lever i Nordamerika. 

## Beskrivning
Huvudet på drottning och arbetare är till stor del svarthårigt, ibland, dock, med en del inblandade ljusa hår, medan mellankroppen är gul (ibland kan mellankroppens mittersta segment ha svarta sidor). Bakkroppens två (oftast tre för arbetarna) främre tergiter är gula. Även den tredje (för drottningarna) respektive fjärde (för arbetarna) tergiten kan vara gult i mitten. Resten av bakkroppen är vanligtvis svart, även om färgteckningen är variabel. Hanen är ljusare än drottningen, ibland kan han vara helt gul från huvud till bakkroppsspets. Vanligen är huvudet brunaktigt (gult med inblandade svarta hår), hela mellankroppen gul och de tre till fyra främre tergiterna gula, ibland med inblandning av svarta hår i slutet. Resten av bakkroppen är vanligtvis svart, även om det förekommer att bakkroppsspetsen är gul. Honan har en kroppslängd mellan 17 och 21 mm, arbetarna mellan 12 och 14 mm, samt hanarna mellan 13 och 14 mm.

## Ekologi
Habitatet utgörs av skogar, parker, trädgårdar och våtmarker.
Hanarna är patrullerare, under parningstiden flyger de längs bestämda banor, där de avsätter feromoner på olika objekt längs vägen för att locka till sig parningsvilliga ungdrottningar.
Boet byggs på marken, ibland i ihåliga stockar, eller i ihåliga träd. Drottningen är aktiv från april till augusti, arbetarna från maj till augusti, och hanarna från juni till augusti.
Humlan är polylektisk, den besöker bland annat familjerna korgblommiga växter, gurkväxter, ärtväxter, malvaväxter, dunörtsväxter, rosväxter (som hallonsläktet och plommonsläktet, hortensiaväxter (som hortensiasläktet)), ljungväxter (som rododendronsläktet och blåbärssläktet),, kaprifolväxter (som trysläktet), ripsväxter som vinbärssläktet), klockväxter (som blåklockor, johannesörtsväxter, grobladsväxter, vattenhyacintväxter samt malvaväxter (som lindar).
Arten förmodas vara värdhumla åt snylthumlan Bombus fernaldae.

## Utbredning
Bombus perplexus finns från Alaska i ett diagonalt band från nordvästra till sydöstra Kanada, österut över Stora sjöarna-regionen till New England och söderut längs västra USA till Georgia.

## Bevarandestatus
Populationen är stabil, och Internationella naturvårdsunionen (IUCN) anger inga specifika hot mot arten, utan klassificerar den som livskraftig (LC).